# 今井雅隆
今井 雅隆（いまい まさたか、1959年4月2日 - ）は、静岡県清水市（現・静岡県静岡市清水区）出身 の元サッカー選手、サッカー指導者。

## 略歴

### 選手時代
興津中学校2年からGKを始め、静岡県自動車工業高校では国体優勝を経験、インターハイ全国大会では主将として出場しベスト８。国士舘大学を経て、本田技研で7年間プレーした。また、1989 FIFAフットサル世界選手権にフットサル日本代表として出場した。

### 指導者
1989年から1992年まで本田技研の監督を務めた後、2年間は本田技研の社員として働きながら日本サッカー協会のナショナルトレセンコーチを務めた。1995年からは名古屋グランパスエイトのサテライト監督やトップチームのコーチを務める（当時のトップチームの監督の1人にアーセン・ベンゲルがいた）。その後アジアサッカー連盟の「弱小国援助プログラム」に基づいて日本サッカー協会から派遣され、マカオ代表コーチ、そして日本人初の海外代表監督としてフィリピン代表監督を務めた。
2002年、J2に降格したアビスパ福岡の監督に就任。1年でのJ1復帰が目標であったが、シーズンが始まるとベテランが多いというチーム編成から試合後半での息切れが目立ち、今井の戦術も二転三転したことで開幕から足踏み状態が続いた。第1クールではほぼ3位の座を保っていたが、第2クールに入るとじりじりと順位を落とし、7月24日のセレッソ大阪戦で前半だけで江口倫司がハットトリックを決めて3－0であったが、そこから5失点して逆転負け。続く27日の水戸ホーリーホック戦でも、それまでJ2リーグ戦では3得点が最高だった水戸に5失点を許して大敗。ここでついに今井は辞任となった。
2003年から2004年まで日本サッカー協会に派遣されてマカオ代表監督を務めた。2005年はジュビロ磐田のコーチを、2006年は磐田サテライトチームの監督を務めた。2007年に徳島ヴォルティスの監督に就任したが、J2最下位に終わり、シーズン終了後に解任された。
2010年よりモンテディオ山形ユース（U-18）の監督に就任。2014年、山形ユースを監督として天皇杯初出場に導いた。
2019年12月21日、アスルクラロ沼津の監督に就任した。2022年8月23日、沼津の監督を解任された。

## 所属クラブ
- 興津中学校
- 自動車工業高校（現 静岡北高校）
- 国士舘大学
- 1982年 - 1990年 本田技研工業

## 個人成績
| 国内大会個人成績 | 国内大会個人成績 | 国内大会個人成績 | 国内大会個人成績 | 国内大会個人成績 | 国内大会個人成績          | 国内大会個人成績 | 国内大会個人成績 | 国内大会個人成績 | 国内大会個人成績 | 国内大会個人成績 | 国内大会個人成績 |
| 年度             | クラブ           | 背番号           | リーグ           | リーグ戦         | リーグ戦                  | リーグ杯         | リーグ杯         | オープン杯       | オープン杯       | 期間通算         | 期間通算         |
| 年度             | クラブ           | 背番号           | リーグ           | 出場             | 得点                      | 出場             | 得点             | 出場             | 得点             | 出場             | 得点             |
| 日本             | 日本             | 日本             | 日本             | リーグ戦         | リーグ戦                  | JSL杯            | JSL杯            | 天皇杯           | 天皇杯           | 期間通算         | 期間通算         |
| ---------------- | ---------------- | ---------------- | ---------------- | ---------------- | ------------------------- | ---------------- | ---------------- | ---------------- | ---------------- | ---------------- | ---------------- |
| 1982             | 本田技研         | 25               | JSL1部           | 0                | 0                         |                  |                  |                  |                  |                  |                  |
| 1983             | 本田技研         | 25               | JSL1部           | 17               | 0                         |                  |                  |                  |                  |                  |                  |
| 1984             | 本田技研         | 1                | JSL1部           | 18               | 0                         |                  |                  |                  |                  |                  |                  |
| 1985             | 本田技研         | 1                | JSL1部           | 21               | 0                         |                  |                  |                  |                  |                  |                  |
| 1986-87          | 本田技研         | 1                | JSL1部           | 22               | 0                         |                  |                  |                  |                  |                  |                  |
| 1987-88          | 本田技研         | 1                | JSL1部           | 17               | 0                         |                  |                  |                  |                  |                  |                  |
| 1988-89          | 本田技研         | 1                | JSL1部           | 20               | 0                         | 0                | 0                |                  |                  |                  |                  |
| 1989-90          | 本田技研         | 30               | JSL1部           | 0                | 0                         | 0                | 0                |                  |                  |                  |                  |
| 通算             | 日本             | 日本             | JSL1部           | 115              | 0\|\|\|\|\|\|\|\|\|\|\|\| |                  |                  |                  |                  |                  |                  |
| 総通算           | 総通算           | 総通算           | 総通算           | 115              | 0\|\|\|\|\|\|\|\|\|\|\|\| |                  |                  |                  |                  |                  |                  |

## 指導歴
- 1989年 - 1992年 本田技研工業 監督
- 1995年 - 1999年 名古屋グランパスエイト
  - 1995年 - 1997年 サテライト 監督
  - 1997年 トップチーム アシスタントコーチ
  - 1998年 - 1999年 トップチーム コーチ
- 2000年  マカオ代表 コーチ
- 2001年  フィリピン代表 監督
- 2002年 - 同年7月 アビスパ福岡 監督
- 2003年 - 2004年  マカオ代表 監督
- 2005年 - 2006年 ジュビロ磐田
  - 2005年 トップチーム コーチ
  - 2006年 サテライト 監督
- 2007年 徳島ヴォルティス 監督
- 2010年 - 2019年 モンテディオ山形ユース(U-18) 監督
- 2020年 -  2022年8月 アスルクラロ沼津 監督
- 2023年 -   FC刈谷 監督

## 監督成績
| 年度    | 所属   | クラブ   | リーグ戦 | リーグ戦 | リーグ戦 | リーグ戦 | リーグ戦 | リーグ戦 | カップ戦         | カップ戦 |
| 年度    | 所属   | クラブ   | 順位     | 試合     | 勝点     | 勝利     | 引分     | 敗戦     | JSL杯/ナビスコ杯 | 天皇杯   |
| ------- | ------ | -------- | -------- | -------- | -------- | -------- | -------- | -------- | ---------------- | -------- |
| 1989-90 | JSL1部 | 本田技研 | 6位      | 22       | 32       | 10       | 2        | 10       | 2回戦            | 2回戦    |
| 1990-91 | JSL1部 | 本田技研 | 3位      | 22       | 38       | 10       | 8        | 4        | ベスト4          | ベスト4  |
| 1991-92 | JSL1部 | 本田技研 | 10位     | 22       | 23       | 5        | 8        | 9        | 準優勝           | ベスト4  |
| 2002    | J2     | 福岡     | -        | 21       | 28       | 7        | 7        | 7        | -                | -        |
| 2007    | J2     | 徳島     | 13位     | 48       | 33       | 6        | 15       | 27       | -                | 4回戦    |
| 2020    | J3     | 沼津     | -        |          |          |          |          |          | -                |          |

- 2002年は第21節で辞任。辞任時の順位は6位。

その他
- コニカカップ 準優勝（1991年）
- 山形県サッカー総合選手権大会（兼天皇杯山形県代表決定戦）（2014年）